# دانشگاه کارولینای جنوبی
دانشگاه کارولینای جنوبی (به انگلیسی: University of South Carolina) یک دانشگاه تحقیقاتی دولتی در کلمبیا واقع در ایالت کارولینای جنوبی آمریکا است که در سال ۱۸۰۱ میلادی بنیان‌گذاری شده است.
این مجموعه بزرگ‌ترین مجموعه Robert Burns و ادبیات اسکاتلندی در خارج از اسکاتلند هست
و بزرگ‌ترین مجموعه ارنست همینگوی در جهان را در خود جای داده است.

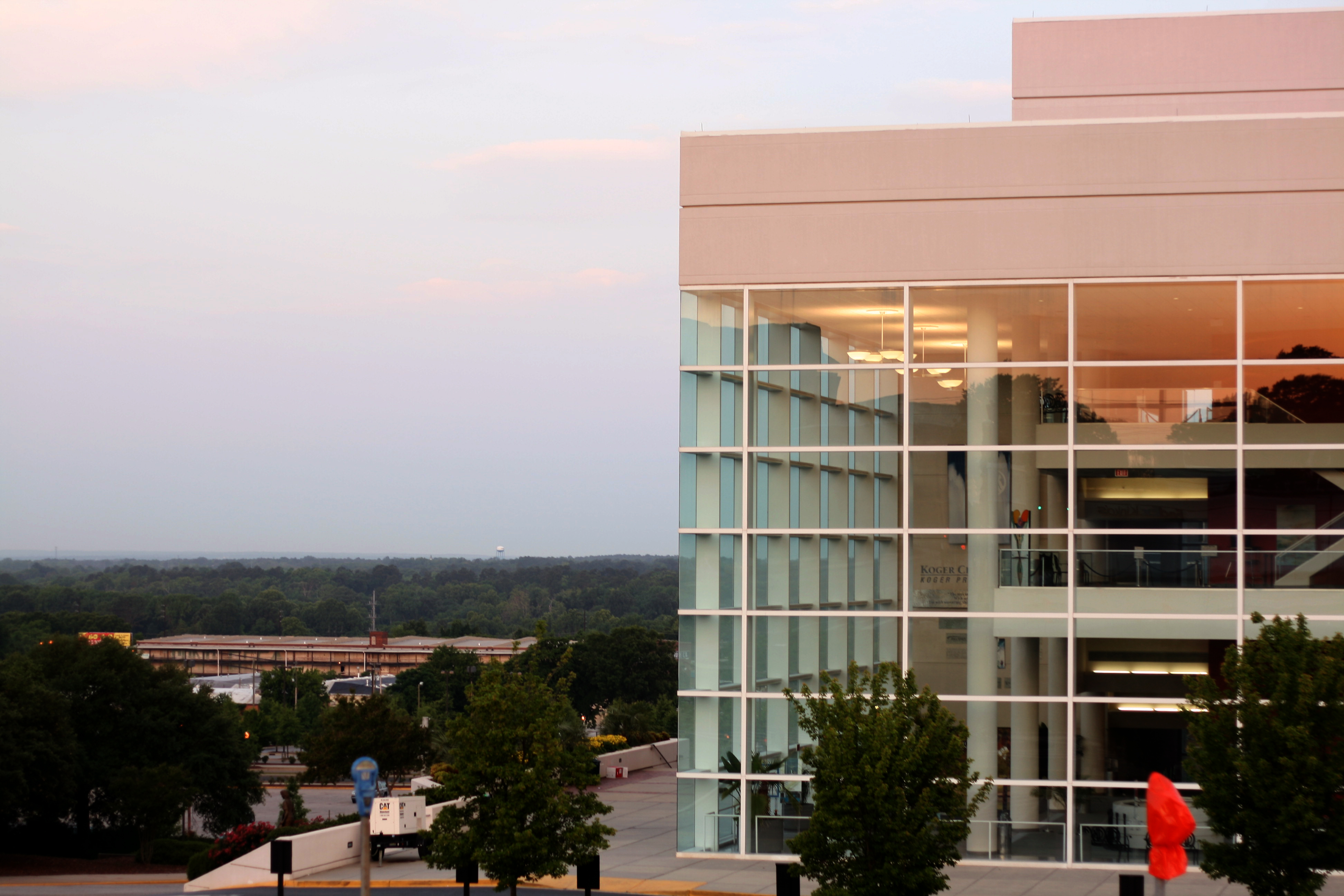
نمایی از مرکز هنرهای دانشگاه

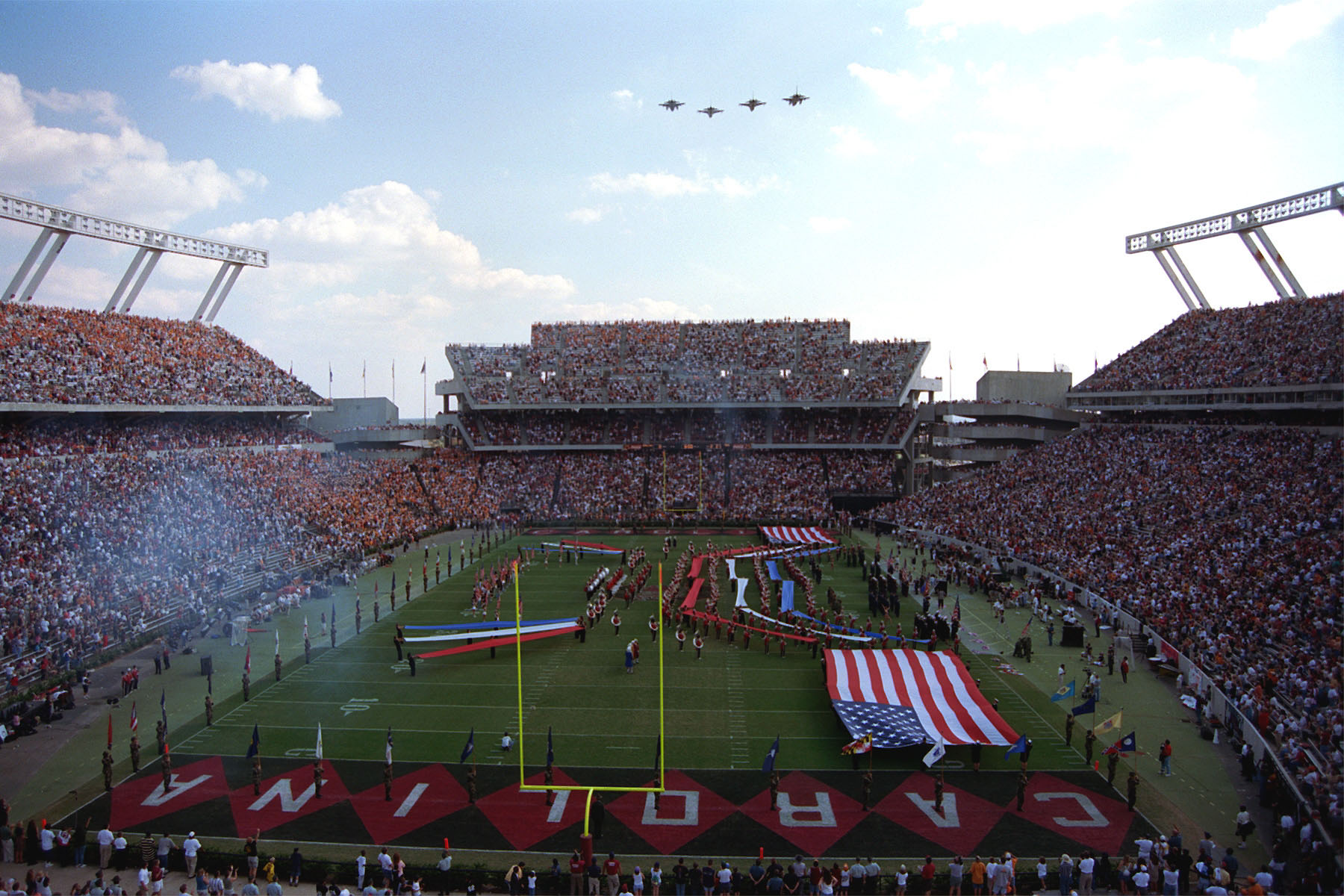
ورزشگاه دانشگاه

## تاریخچه
دانشگاه کارولینای جنوبی در ۱۹ دسامبر ۱۸۰۱ تحت عنوان کالج کارولینای جنوبی تأسیس شد. این اقدام توسط فرماندار جان درایتون با هدف ترویج همبستگی بین مناطق لوکانتری (Lowcountry) و بک‌کانتری (Backcountry) صورت گرفت. در ۱۰ ژانویه ۱۸۰۵، این کالج با ۹ دانشجوی اولیه و برنامه‌ریزی درسی کلاسیک آغاز به کار کرد. اولین رئیس آن، کشیش و الهی‌دان باپتیست، جاناتان مکسسی بود که از دانشگاه براون فارغ‌التحصیل شده و از دانشگاه هاروارد مدرک افتخاری داشت. وی پیش از این ریاست دانشگاه براون و کالج یونین را بر عهده داشت و تا سال ۱۸۲۰ در این سمت خدمت کرد.
هنگامی که کالج کارولینای جنوبی در سال ۱۸۰۵ افتتاح شد، ساختمان کنونی کالج روتلج تنها بنای موجود در پردیس بود. اما طرح جامع اولیه پردیس شامل یازده ساختمان بود که همگی رو به یک فضای سبز بزرگ داشتند. در سال ۱۸۰۷، خانه رئیس‌جمهور، و سپس ساختمان کنونی کالج دوسوسور ساخته شد. هشت ساختمان باقیمانده نیز در دهه‌های بعدی احداث شدند. پس از تکمیل، تمامی یازده ساختمان شکلی U مانند به خود گرفتند که به سمت خیابان سامتر باز می‌شد و به «نعل اسب» (Horseshoe) معروف شد. در این دوره پیش از جنگ داخلی، مانند سایر دانشگاه‌های جنوبی، دو جامعه ادبی کلاریوسفیک و یوفردیان مهم‌ترین سازمان‌های دانشجویی بودند. این کالج به نمادی از جنوب تبدیل شد، به طوری که فارغ‌التحصیلان آن در صف مقدم جدایی از اتحادیه قرار گرفتند و با حمایت مجمع عمومی، شهرت خود را به عنوان مؤسسه پیشرو در جنوب تثبیت کرد. شایان ذکر است که بردگی و نیروی کار برده‌داری نقش اساسی در تأسیس و ساخت بسیاری از ساختمان‌های اصلی دانشگاه ایفا کرد.
با شروع جنگ داخلی در ژانویه ۱۸۶۲، ۷۲ دانش‌آموز در کلاس‌ها حضور داشتند، اما با فراخوان دولت کنفدراسیون برای تأمین سهمیه سربازان کارولینای جنوبی، بسیاری از دانشجویان داوطلب شدند. با کاهش تعداد دانشجویان، اساتید اعلام کردند که کالج برای افراد زیر ۱۸ سال نیز باز است، اما تنها ۹ دانش‌آموز در کلاس‌ها حاضر شدند. این وضعیت تا پایان جنگ ادامه یافت و فعالیت‌های دانشگاه به شدت تحت تأثیر قرار گرفت.
در دوران بازسازی،"قانون دانشگاه ۱۸۶۹" دانشگاهرا سازماندهی مجدد کرد و حمایت مالی سخاوتمندانه‌ای را برای آن فراهم آورد. اصلاحیه‌ای توسط دبلیو. جی. ویپر، نماینده سیاه‌پوست از بیوفورت، به این قانون اضافه شد که از تبعیض نژادی در سیاست‌های پذیرش دانشگاه جلوگیری می‌کرد. قانون‌گذاران با انتخاب دو متولی سیاه‌پوست، بنجامین ا. بوزمن و فرانسیس لوئیس کاردوزو، جدیت خود را در قبال برابری نژادی نشان دادند. در ۷ اکتبر ۱۸۷۳، هنری ای. هین، وزیر امور خارجه کارولینای جنوبی، به عنوان اولین دانشجوی سیاه‌پوست در دانشکده پزشکی دانشگاه ثبت‌نام کرد. این اقدام منجر به ترک بسیاری از دانشجویان و اساتید سفیدپوست در اعتراض شد و ثبت‌نام هین به خبر ملی تبدیل گشت. دو سال بعد، اکثریت دانشجویان دانشگاه را سیاه‌پوستان تشکیل می‌دادند. مخالفان جداسازی نژادی، دانشگاه را "دانشگاه رادیکال" می‌نامیدند. این دوره چهار سال به طول انجامید.

## ساختمان‌های دانشگاه کارولینای جنوبی
محوطه نعل اسب (Horseshoe) دانشگاه کارولینای جنوبی در فهرست ملی اماکن تاریخی به ثبت رسیده است و بیشتر ساختمان‌های آن منعکس‌کننده سبک معماری فدرال است که در اوایل تاریخ آمریکا رایج بود. در میان این بناها، کتابخانه کارولینیانا جنوبی قرار دارد که توسط رابرت میلز طراحی شده و اولین کتابخانه آکادمیک مستقل در ایالات متحده به‌شمار می‌رود. کالج دیویس نیز که در سال ۱۹۰۹ ساخته شد، اولین ساختمان جدید دانشگاه پس از جنگ داخلی بود و در حال حاضر دانشکده کتابداری و اطلاع‌رسانی را در خود جای داده است.
یازده ساختمان اصلی محوطه نعل اسب در طول سالیان متمادی از آتش‌سوزی، زلزله و جنگ داخلی جان سالم به در بردند. با این حال، در سال ۱۹۳۹، موزه مک‌کیسیک جایگزین خانه اصلی رئیس‌جمهور شد. البته، خانه رئیس‌جمهور در نهایت پس از بازسازی گسترده یکی از ساختمان‌های اصلی، در سال ۱۹۵۲ به محوطه نعل اسب بازگشت. این ساختمان‌ها نمادی از پایداری و تاریخ غنی دانشگاه هستند.
در طول قرن بیستم، پردیس دانشگاه به‌طور چشمگیری از محوطه نعل اسب گسترش یافت. امروزه این پردیس شامل اتحادیه دانشجویی، ۲۴ خوابگاه، تعداد زیادی ساختمان آکادمیک، تئاتر لانگ‌استریت، مرکز هنرهای کوگر، کارولینا کولیسئوم، کولونیال لایف آرنا، کارولینا استادیوم و امکانات مختلف ورزشی المپیک است. (ورزشگاه ویلیامز–برایس حدود یک مایل خارج از محوطه دانشگاه قرار دارد)
افزوده‌های اخیر به پردیس شامل مرکز سلامت و تناسب اندام استروم ترموند، دهکده یونانی، خوابگاه گرین کواد، خوابگاه افتخارات، مرکز تحقیقات بهداشت عمومی، هتل گرجویت کلمبیا، کولونیال لایف آرنا و کارولینا استادیوم هستند. در سال ۲۰۱۷، ساختمان جدید دانشکده حقوق در خیابان سنا افتتاح شد و دانشکده بازرگانی دارلا مور نیز در سال ۲۰۱۴ به مکان جدید خود در گوشه خیابان‌های اسمبلی و گرین منتقل شد. این توسعه‌ها نشان‌دهنده رشد و مدرن‌سازی مداوم دانشگاه است.

## نگارخانه

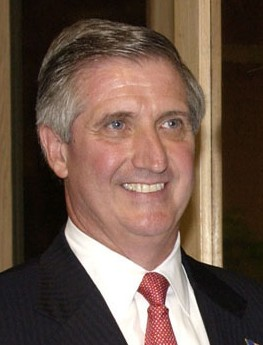
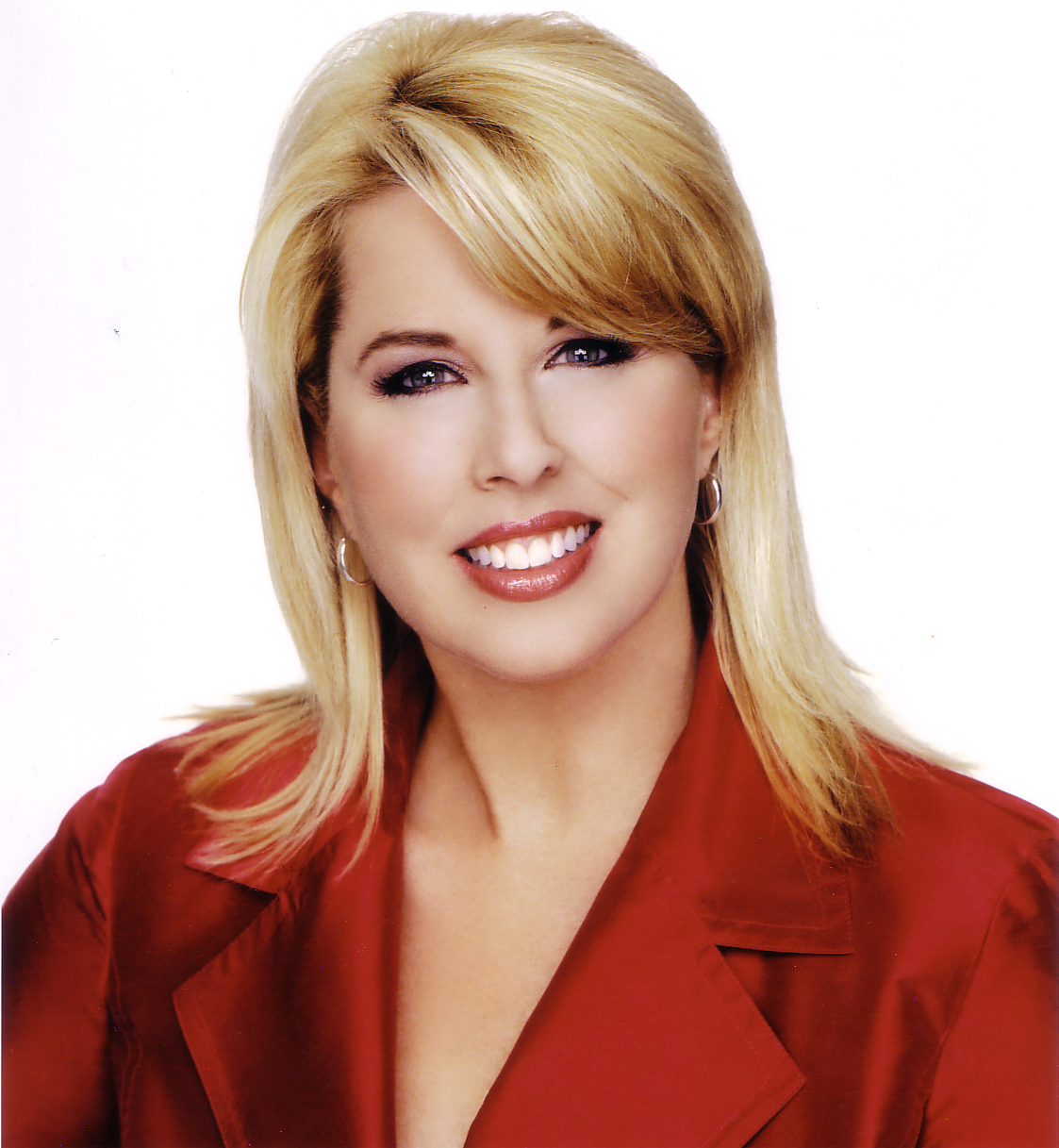
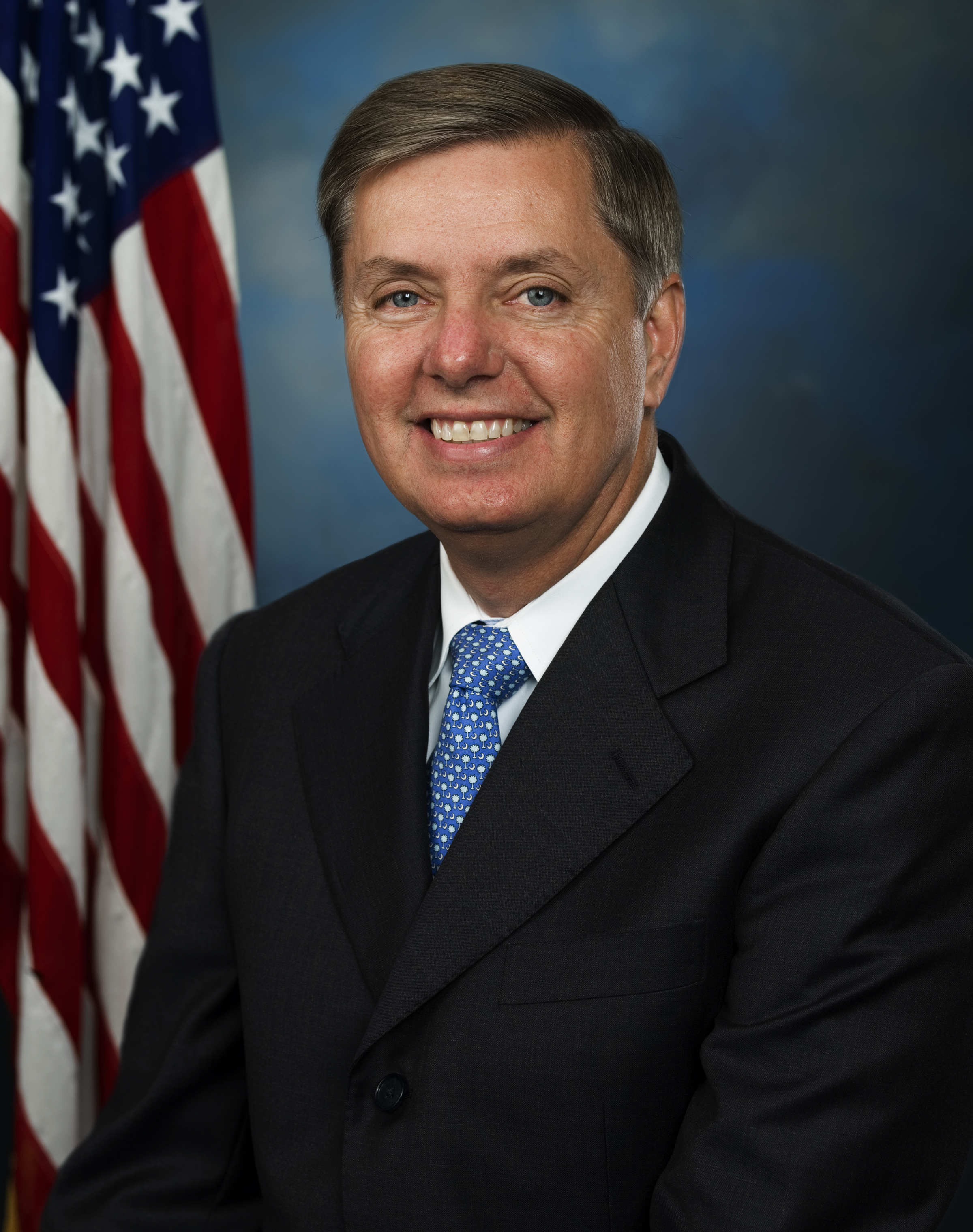
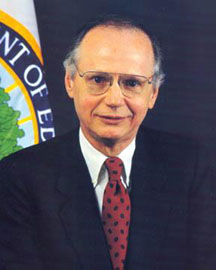
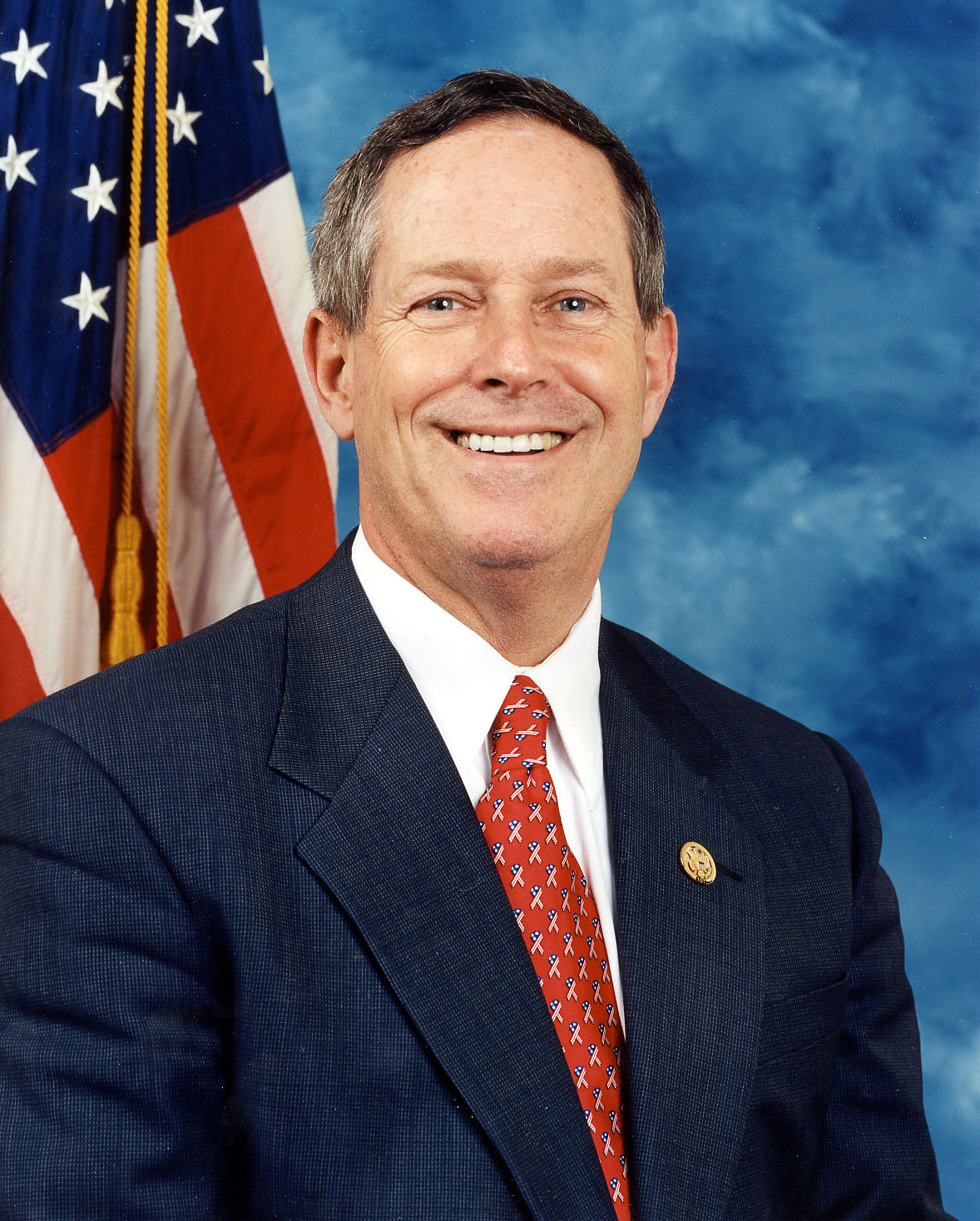